# Mediocalcar decoratum
Mediocalcar decoratum là một loài thực vật có hoa trong họ Lan. Loài này được Schuit. mô tả khoa học đầu tiên năm 1989.

## Hình ảnh

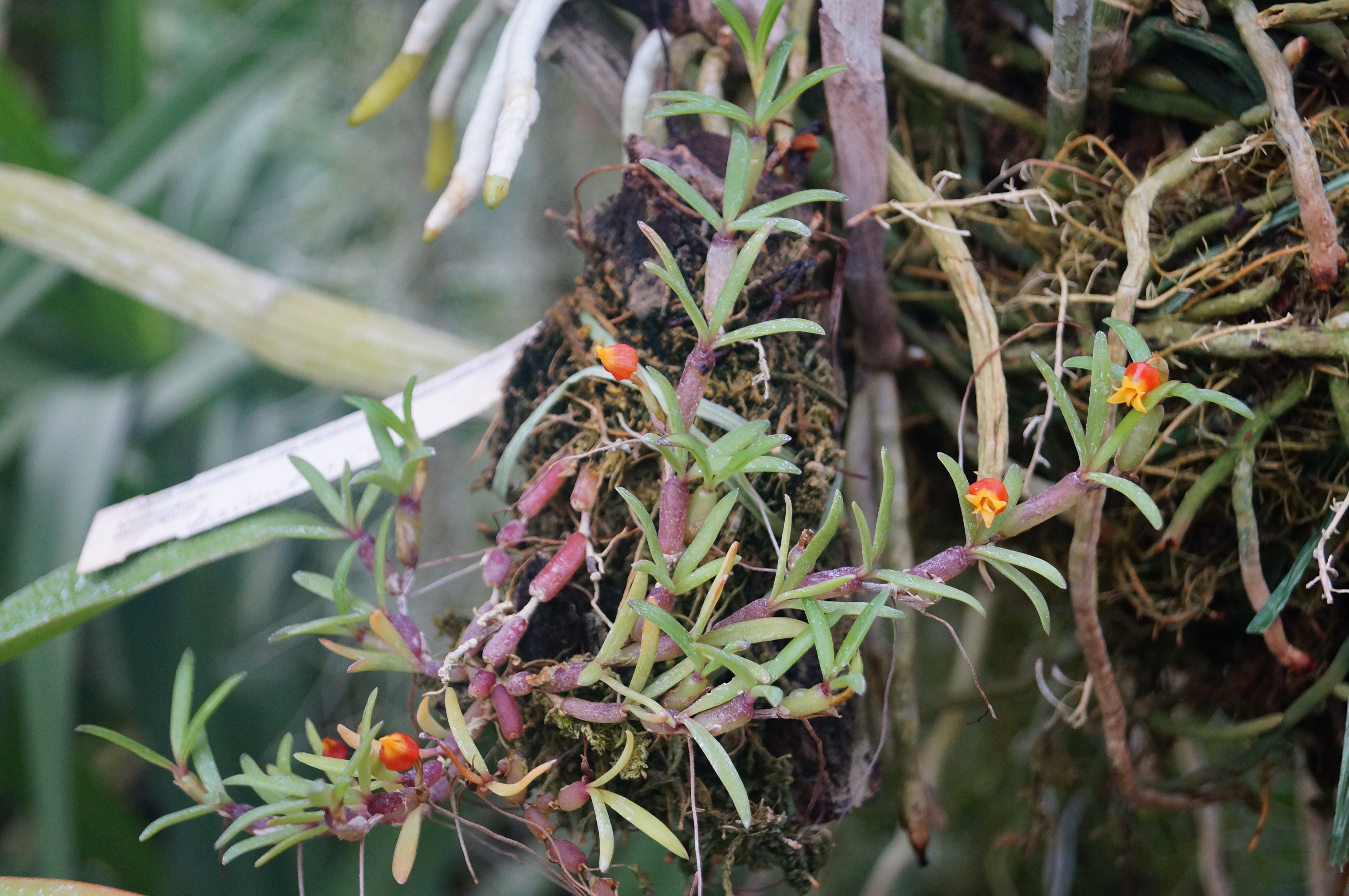
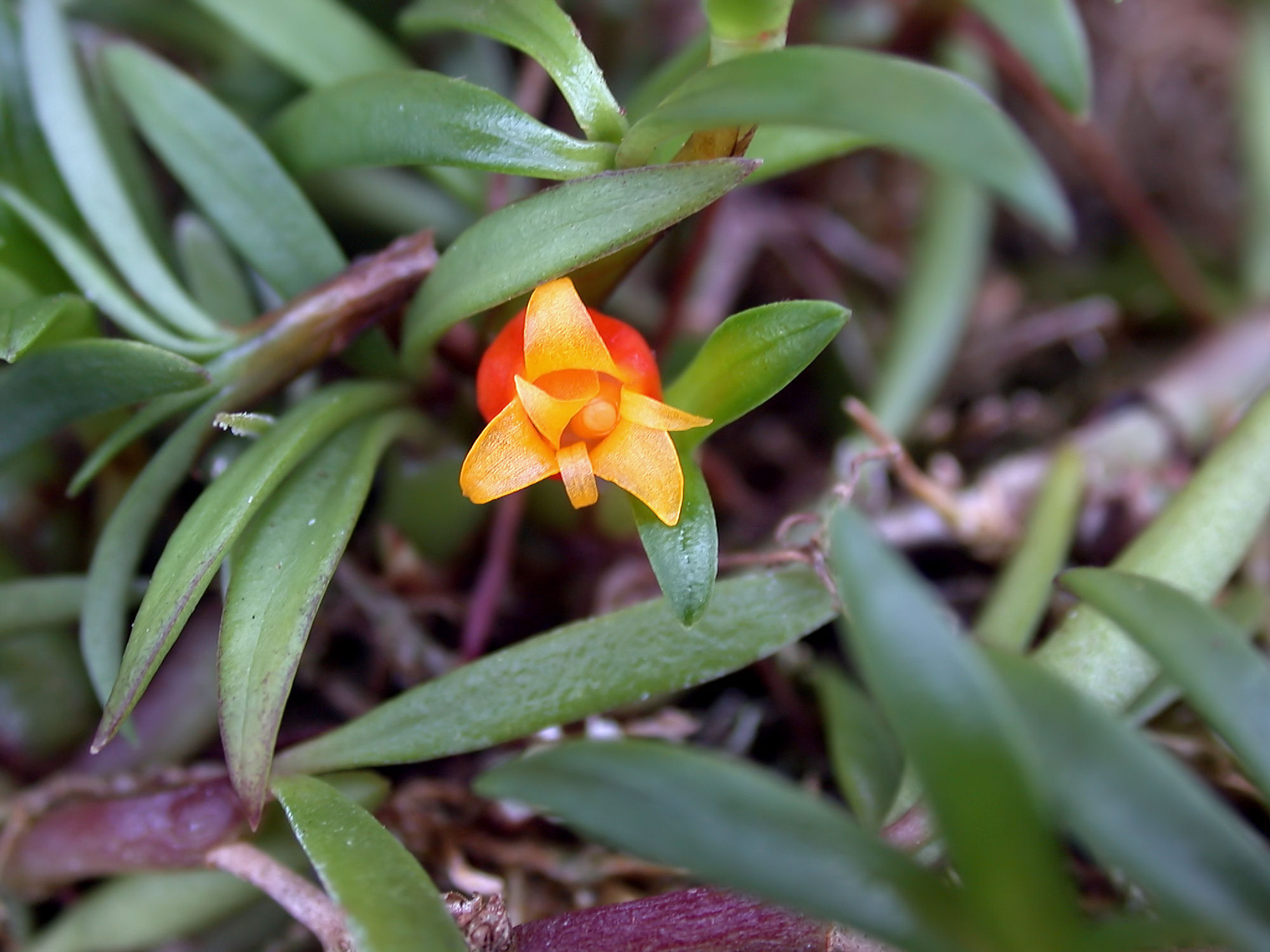